# 限界支障報知装置

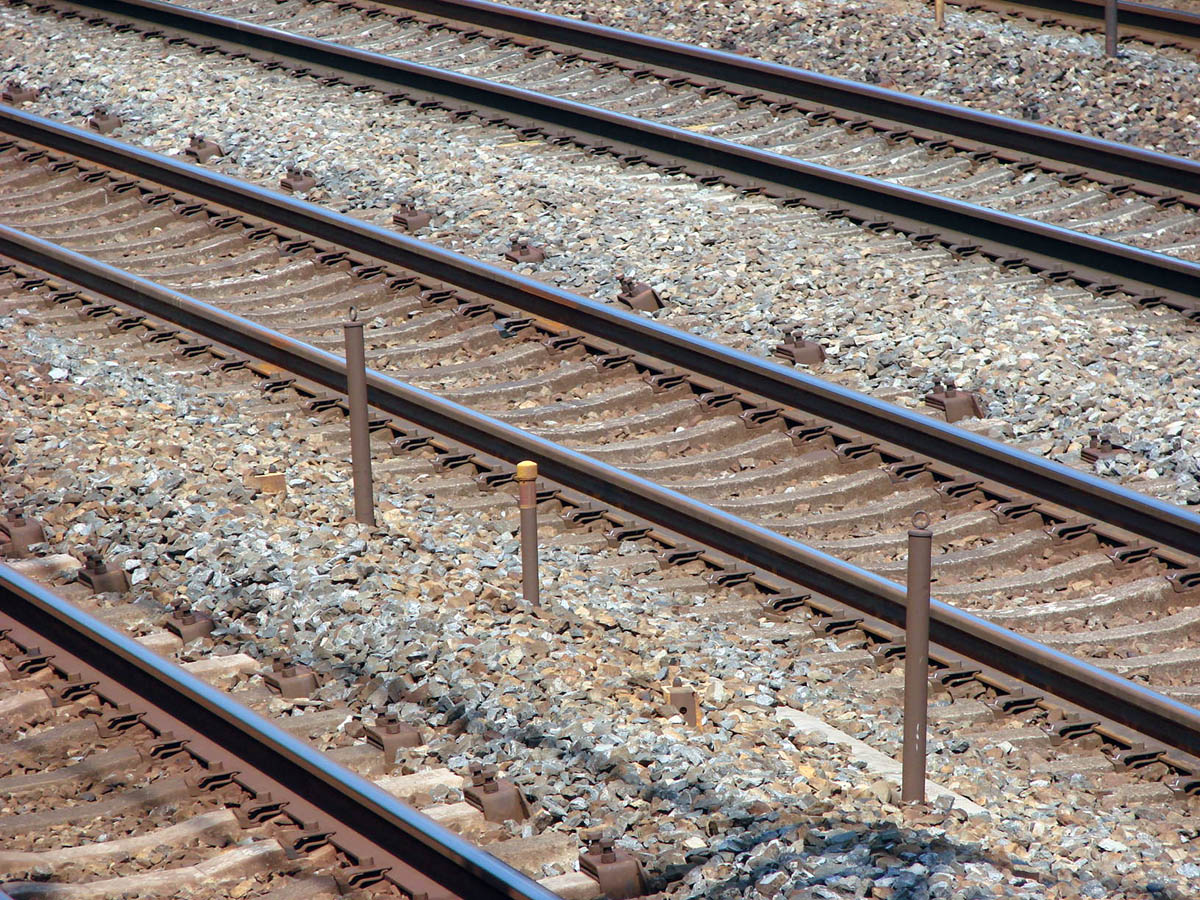
中央の黄色いものが限界支障検知柱

限界支障報知装置（げんかいししょうほうちそうち）は、隣接する線路での脱線や自動車などの線路への転落により車両限界を支障したことを知らせる為の保安装置。
限界の支障を検知する限界支障検知柱が傾くか折れると、回路が遮断されて支障を検知する。支障を検知すると、在来線では特殊信号発光機が動作し、信号機に停止を現示する。
新幹線では関係する信号をO2信号にする。